# ماري هاميلتون
ماري هاميلتون (بالإنجليزية: Mary Hamilton)‏ هي فارسة ‏ نيوزيلندية، ولدت في 1954 في إقليم هاوكس باي في نيوزيلندا.

## وصلات خارجية
- ماري هاميلتون على موقع أوليمبيديا (الإنجليزية)
- ماري هاميلتون على موقع اللجنة الأولمبية النيوزيلندية (الإنجليزية)